# Samoluskivți, Huseatîn
Samoluskivți (în ucraineană Самолусківці) este o comună în raionul Huseatîn, regiunea Ternopil, Ucraina, formată numai din satul de reședință.

## Demografie
Componența lingvistică a comunei Samoluskivți
     Ucraineană (99,72%)
     Alte limbi (0,28%)
Conform recensământului din 2001, majoritatea populației comunei Samoluskivți era vorbitoare de ucraineană (99,72%), existând în minoritate și vorbitori de alte limbi.